# Niobe (Brügge)

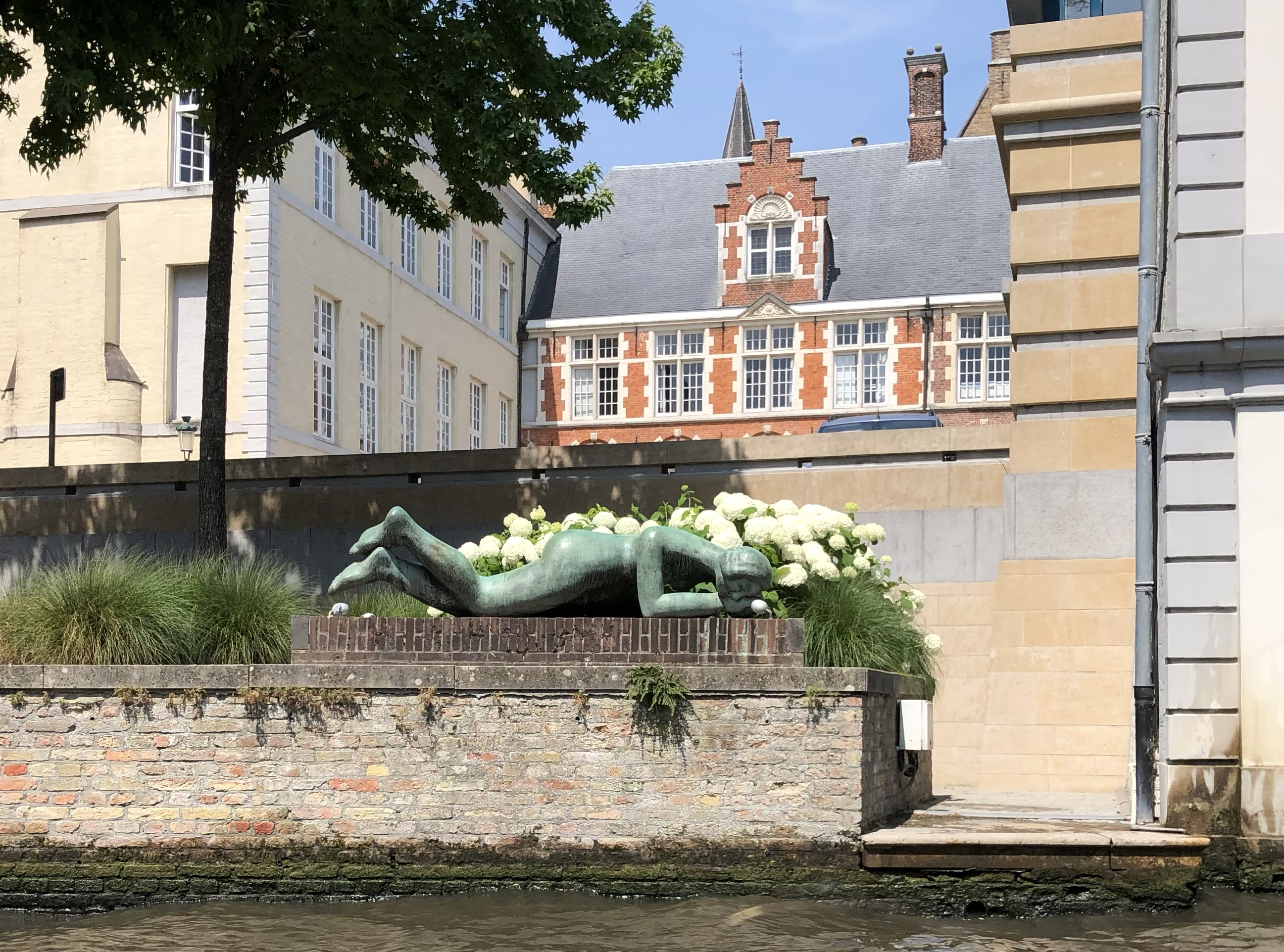
Plastik Niobe im Jahr 2019, Blick vom Kanal Groenerei

Niobe ist eine Plastik in Brügge in Belgien.
Die Plastik befindet sich unmittelbar am Nordufer des Kanals Groenerei in der Altstadt von Brügge und gehört zum Grundstück des denkmalgeschützten Hauses De Caese in der Hoogstraat 4.
Sie ist ein Bronzeabguss der 1946 von Constant Permeke geschaffenen Steinskulptur Niobe, die sich im Constant Permeke Museum in Jabbeke befindet. Sie stellt die griechische Königstochter Niobe als auf dem Bauch liegende überlebensgroße Frauenfigur dar. Der Abguss fand 1991 statt. Die Plastik ist 2,7 Meter lang und 1,0 Meter breit.